# Marjam Radżawi
Marjam Radżawi (ur. 4 grudnia 1953 w Teheranie, Iran) – irańska polityk, przewodnicząca Narodowej Rady Irańskiego Ruchu Oporu.

## Życiorys
Urodziła się w 1953 roku w Teheranie jako Marjam Azodanlu. Pochodzi z rodziny należącej do klasy średniej. Studiowała na teherańskim Uniwersytecie Sharifa. W czasie studiów dołączyła do organizacji Ludowych Mudżahedinów. W 1980 roku bezskutecznie kandydowała do parlamentu. Uzyskała wtedy 250 tysięcy głosów. W 1984 lub 1985 roku została współprzewodniczącą Ludowych Mudżahedinów. W 1985 roku wyszła za mąż za Masuda Radżawi. W 1993 roku została przewodniczącą Narodowej Rady Irańskiego Ruchu Oporu. W 2003 roku została na krótko aresztowana w trakcie pobytu we Francji.